# Дирдорф
Дирдорф (нем. Dierdorf) — город в Германии, в земле Рейнланд-Пфальц. 
Входит в состав района Нойвид. Подчиняется управлению Дирдорф.  Население составляет 5894 человека (на 31 декабря 2010 года). Занимает площадь 31,90 км². Официальный код  —  07 1 38 012.
Город подразделяется на 5 городских районов. История города насчитывает более 650 лет.